# Alto del Ojite
Alto del Ojite är en ort i Mexiko.   Den ligger i kommunen Tempoal och delstaten Veracruz, i den sydöstra delen av landet, 250 km norr om huvudstaden Mexico City. Alto del Ojite ligger 108 meter över havet och antalet invånare är 369.
Terrängen runt Alto del Ojite är platt. Runt Alto del Ojite är det ganska tätbefolkat, med 72 invånare per kvadratkilometer. Närmaste större samhälle är Tempoal de Sánchez, 5,9 km väster om Alto del Ojite. Omgivningarna runt Alto del Ojite är en mosaik av jordbruksmark och naturlig växtlighet.